# Goschenreith am Taxenbache
Goschenreith am Taxenbache ist eine  Ortschaft und als Goschenreith eine Katastralgemeinde der Marktgemeinde Dobersberg im Bezirk Waidhofen an der Thaya im niederösterreichischen Waldviertel mit 89 Einwohnern (Stand 1. Jänner 2024).

## Geografie
Das rund einen Kilometer östlich des Taxenbaches liegende Dorf befindet sich südwestlich von Dobersberg und ist über die Landesstraße L8166 erreichbar. Zur Ortschaft zählt auch ein Teil der Brillhäuser im Südosten. Am 1. April 2020 umfasste die Ortschaft 50 Adressen.

## Geschichte
Der Ort wurde in der prima fundatio, dem Zehentamtbuch des Stiftes in St. Georgen genannt und gehörte damals zum Zehentamt in Göpfritzschlag.
Die Einwohner waren teils mittelmäßig bestiftete Landbauern und teils Kleinhäusler, schrieb Schweickhardt im 19. Jahrhundert über den Ort, in dem Feldbau und Viehzucht vorherrschend war und auch die Baumwollweberei stark betrieben wurde. Im Jahr 1822 wurde der Ort als Dorf mit 30 Häusern genannt, das nach Dobersberg eingepfarrt war, wohin auch die Kinder eingeschult wurden. Die Herrschaft Peigarten besaß die Ortsobrigkeit, besorgte die Konskription und hatte die Grundherrschaft inne. Die Landgerichtsbarkeit wurde von der Herrschaft Dobersberg ausgeübt.
Um 1850 bildeten die Katastralgemeinden Merkengersch, Riegers, Goschenreith, Großharmanns und Kleinharmanns die Gemeinde Merkengersch. Diese wurde 1920 aufgelöst die Katastralgemeinden Goschenreith, Großharmanns und Kleinharmanns konstituierten sich zur Gemeinde Goschenreith. Laut Adressbuch von Österreich waren im Jahr 1938 in der Ortsgemeinde Goschenreith zwei Gastwirte, eine Handarbeiterin, zwei Schmiede, ein Schneider, ein Trafikant ein Tischler und zahlreiche Landwirte ansässig. 1965 erfolgte die Zusammenlegung mit der Marktgemeinde Dobersberg.